# 湯田インターチェンジ
湯田インターチェンジ（ゆだインターチェンジ）は、岩手県和賀郡西和賀町にある秋田自動車道のインターチェンジ。
平面Y型ICであるため、料金所から上り線への進入の際には一時停止する必要がある。

## 道路

### 本線
- E46 秋田自動車道（2番）

### 接続する道路
- 国道107号

## 構造
平面Y型

## 料金所
- ブース数：4

### 入口
- ブース数：2
  - ETC専用：1
  - 一般：1

### 出口
- ブース数：2
  - ETC専用：1
  - 一般：1

## 周辺
- 湯田温泉峡
- 北上線ほっとゆだ駅

## 隣
E46 秋田自動車道
(1)北上西IC - 錦秋湖SA - (2)湯田IC - 山内PA - (3)横手IC